# 赤坂本町駅
赤坂本町駅（あかさかほんまちえき）は、かつて岐阜県大垣市赤坂町にあった西濃鉄道市橋線の駅（廃駅）である。
西濃鉄道は、現在旅客扱いを行わない貨物専業鉄道となっているが、戦前・戦中にあたる1930年（昭和5年） - 1945年（昭和20年）の間は鉄道省初のガソリン気動車を用いて、鉄道省東海道本線支線（大垣駅 - 美濃赤坂駅間）から乗り入れる旅客列車を運行していた。当駅は同線の旅客営業開始の際に開設された旅客専用駅であった。
旅客列車は当初市橋駅までの運転を行っていたが、利用客がいないことから1935年（昭和10年）より当駅を折り返し駅とするようになった。戦時中の燃料統制により気動車の運行ができなくなったことから、旅客営業が廃止になったことで当駅も廃止になった。

## 歴史
- 1930年（昭和5年）2月1日：開設[2]。
- 1935年（昭和10年）6月16日：当駅 - 市橋間の旅客営業廃止[3]。
- 1945年（昭和20年）4月1日：旅客営業廃止とともに休止[4]。

## 駅構造
旧中山道と市橋線の交点に設置され、単式ホーム1面のみのシンプルな配線だったと言われる。
| ← 大垣方面 | 赤坂本町駅 構内配線略図 | → 市橋方面 |
| 凡例 出典: |                         |            |

## 発着列車
1930年（昭和5年）10月1日改正時
- 大垣 - 市橋間 7往復

1934年（昭和9年）11月1日訂補時
- 大垣 - 当駅間 3往復、大垣 - 市橋間 4往復（計7往復）

1944年（昭和19年）10月11日改正時
- 大垣 - 当駅間 3往復

## 駅周辺
- 岐阜県道216号赤坂垂井線（旧中山道）
- 大垣共立銀行赤坂支店
- 十六銀行赤坂支店
- 赤坂港跡（杭瀬川の川湊）

## 廃止後の状況

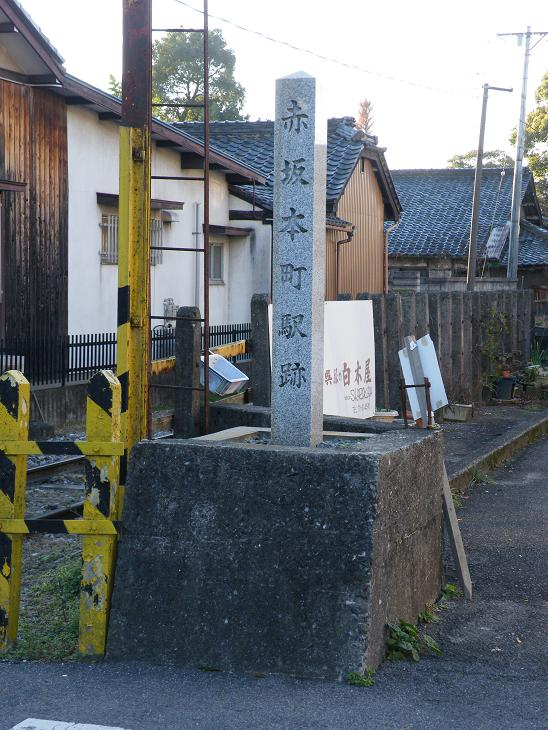
廃止後建立された石碑（2008年12月）

当駅廃止後も、現在に至るまで石垣造りのプラットホームが残存しており、駅跡を示す碑も建てられている。

## 隣の駅
1934年（昭和9年）当時
西濃鉄道
市橋線
旅客列車
（荒尾駅） - 赤坂本町駅 - 市橋駅
貨物列車
美濃赤坂駅 - （赤坂本町駅） - （貨）乙女坂駅
※構内配線の関係上、市橋線に乗り入れる旅客列車は美濃赤坂駅のホーム（行き止まり式）に発着できず、同駅を通過扱いにしていた。また、乙女坂駅と猿岩駅は貨物専用駅で、旅客列車は発着しなかった。